# Galliumphosphid
Galliumphosphid ist eine binäre Halbleiterverbindung aus Gallium und Phosphor. Es wird seit den 1960er-Jahren als Material für rote, orange und grüne Leuchtdioden verwendet. Schwefel oder Tellur werden zur Dotierung benutzt, um Galliumphosphid in einen n-Typ-Halbleiter, Zink, um es in einen p-Typ-Halbleiter zu verwandeln. Reine GaP-LEDs emittieren grünes Licht mit einer Wellenlänge von 555 nm. Stickstoff-dotiertes GaP emittiert gelb-grün (565 nm), Zinkoxid-dotiertes GaP rot (700 nm).

## Gewinnung und Darstellung
Galliumphosphid kann durch Reaktion von Gallium und Phosphor bei 700 °C oder mit Phosphortrichlorid gewonnen werden. GaP-Einkristalle werden in einem modifizierten Czochralski-Prozess (flüssigkeitsgekapselter Czochralski-Prozess) gewonnen, da sich GaP zunehmend ab 900 °C zersetzt, was durch einen Mantel aus geschmolzenem Bortrioxid und einen Überdruck von 10 bis 100 bar verhindert wird.

## Eigenschaften
Galliumphosphid hat eine Zinkblende-Struktur, eine Bandlücke von 2,25 eV und eine Gitterkonstante von 0,545 nm. Seine Elektronenmobilität ist 110 cm²/V-s und seine Lochmobilität ist 75 cm²/V-s. Sein Brechungsindex ist wellenlängenabhängig. Er beträgt 3,37 im sichtbaren Bereich, bei 800 nm (IR) nur 3,2.